# Iuberis
Os iuberis são um subgrupo indígena do Brasil dos purupurus, atualmente considerado extinto, que habitava as margens do rio Purus no estado do Amazonas.